# Kim Kun-hoan
Kim Kun-hoan (김근환?, 金根煥?; 12 agosto 1986) è un ex calciatore sudcoreano, di ruolo difensore.